# Sukhothai Football Club
El Sukhothai Football Club es un equipo de fútbol de Tailandia que milita en la Thai League 1, la liga de fútbol más importante del país.

## Historia
Fue fundado en el año 2009 en la Provincia de Sukhothai, región conocida principalmente por haber sido el primer Reino de Tailandia. Pasó sus primeros seis años de vida en la liga regional hasta que consiguió el título de la Región Norte en 2014.
En tan solo una temporada en la Primera División de Tailandia terminaron en tercer lugar, con lo que consiguieron el ascenso a la Liga Premier de Tailandia por primera vez en su historia.

## Palmarés
- Liga Regional División Norte: 1

2014